# Архангел
Арха́нгел (др.-греч. Ἀρχάγγελος от др.-греч. ἀρχι- — «главный» + др.-греч. ἄγγελος — «вестник, посланец, ангел») — в христианском вероучении одна из высших категорий (чинов) ангелов. В системе ангельской иерархии Псевдо-Дионисия Ареопагита это восьмой из девяти чинов ангельских. В канонических книгах Библии архангелом непосредственно назван только лишь Михаил (Иуд. 1:9), но, согласно традициям Церкви, архангелов восемь.
В Православной церкви встречается упоминание о восьми архангелах: Михаиле, Гаврииле, Рафаиле, Урииле, Салафииле, Иегудииле, Варахииле и Иеремииле. Известны также: Сихаил, Задкиил, Иофиил.
Празднование Собора архистратига Михаила и прочих небесных сил бесплотных совершается в Православной церкви 8 (21) ноября. Его установление связывают с решением Лаодикийского собора, бывшим за несколько лет до Первого Вселенского собора и осудившим как еретическое поклонение ангелам как творцам и правителям мира.

## Классификации
Согласно книге «О небесной иерархии» Дионисия Ареопагита (V — нач. VI вв), архангел — название второго чина в третьем, низшем лике ангельской иерархии (1-й чин — ангелы, 2-й — архангелы, 3-й — начала). Имена семи архангелов и их функции приведены в XX главе (абзаце) эфиопского апокрифа «книга Еноха» (II век до н. э.):
| Имя архангела (святого ангела) | Перевод Смирнова А.В. с немецкого                                  | Перевод Р. Г. Чарльза с эфиопского                    | Перевод Р. Лоуренса с эфиопского                                           |
| ------------------------------ | ------------------------------------------------------------------ | ----------------------------------------------------- | -------------------------------------------------------------------------- |
| Михаил                         | поставлен над лучшею частью людей, – над избранным народом         | поставлен над лучшей частью человечества и над хаосом | председательствует над человеческой добродетелью, командует народами       |
| Гавриил                        | поставлен над змеями, и над раем, и над херувимами                 | поставлен над раем, змеями и херувимами               | председательствует над змеями, над раем и над херувимами                   |
| Рафаил                         | ангел духов людей                                                  | поставлен над духами людей                            | председательствует над духами людей                                        |
| Уриил                          | ангел грома и колебания                                            | поставлен над миром и над тартаром                    | председательствует над шумом и ужасом                                      |
| Рагуил                         | карает мир и светила                                               | дает отмщение миру светил                             | налагает наказание на мир и светила                                        |
| Саракаел                       | поставлен над душами сынов человеческих, склонивших духов ко греху | поставлен над духами, которые грешат в духе           | председательствует над духами сынов человеческих, которые преступают закон |
| Ремиил                         | Нет                                                                | Бог поставил над теми, кто воскресает                 | Нет                                                                        |

Вероятно, семь Архангелов «Книги Еноха» соответствуют семи Амеша Спента зороастрийского пантеона и семи планетным духам вавилонян. Согласно мистическим преданиям иудаизма, каждый архангел соединён с одной из планет. Семь Архангелов в качестве начальников над мириадами ангелов (небесного воинства) называются также в христианской традиции архистратигами.
Семь ангелов упоминается также в книге Товит: «Я — Рафаил, один из семи святых ангелов, которые возносят молитвы святых и восходят пред Славу Святого» (Товит. 12:15). И в Апокалипсисе: «семь звезд суть Ангелы семи церквей» (Откр. 1:20).
Учение о соборе семи Архангелов с конкретными именами: Михаил, Гавриил, Рафаил, Уриил, Селафиил, Иегудиил, Варахиил, — появляется в средневековье в XV веке, это описание сделал францисканский португальский монах Амадей Мендеш да Силва (Амадей Португальский, †1482), имена он узнал из собственного откровения. В средние века появляется культ семи ангелов в Католической Церкви и строятся храмы в Риме, затем в Неаполе. До конца XVII века этого учения о соборе из 7 архангелов с конкретными именами в Православии, как в иконографии, так и в агиографии (Великие Четьи-Минеи святителя Макария XVI века, Жития святых Тулупова середина XVII века) нет. Учение с именами из откровения Амадея Португальского внесено в жития святых Димитрия Ростовского под числом 26 марта в издании 1700 года. В самой Католической церкви учение о семи ангелах, с конкретными именами, было отвергнуто и возвратились к поклонению только трех ангелов: Михаила, Гавриила и Рафаила, только к тем именам, которые разрешил почитать Римский собор 745 года при папе Захарии. Только эти три имени есть в канонических книгах Библии. Римский собор 745 года определил: Nos autem, ut a vestro sancto apostolatu edocemur, et divina tradit auctoritas, et non plus quam trium angelorum nomina cognoscimus, id est Michael, Gabriel, Raphael: alioqui de mysterio sub obtentu angelorum demonum nomina introduxit. («Но мы, как нас учит святое апостольское служение и дает Божественная власть, не знаем более чем трех имен ангелов, то есть Михаил, Гавриил, Рафаил: иначе тайна бытия имен ангелов и демонов была бы открыта»).
Имя Варахиил встречается в апокрифе «Третья книга Еноха» (II век н. э.) в 14-й главе: «Баракиэл (Варахиил), который управляет молнией», а также в 17-й главе. Имя Иегудиил нет в Священном Предании Церкви, это имя известно из откровения Амадея Португальского.
Если верить исключительно словам Библии, то Михаил — архангел, Гавриил — ангел (согласно православной гимнографии — архангел), Рафаил — ангел. Согласно «Третьей книге Ездры», Уриил — является ангелом (не архангелом или херувимом или серафимом), а Иеремиил — архангелом.
В русской старообрядческой традиции, в праздник Небесных Сил Бесплотных (8/21 ноября) называются имена еще двух архангелов — Гефаил и Тахиил. Первый считается «возжигателем» любви к Богу, второй — помощником и защитителем от бед и напастей. Этих имён нет в Библии. Происхождение их установить трудно.
В каббале раскрывается соответствие иерархии ангелов, праотцов и сфирот:

Михаил — Авраам — хесед,
Гавриил — Исаак — гвура,
Рафаил — Иаков — тиферет.

## Архангелы

### Михаил
Архангел Михаил (др.-евр. מיכאל‬, Михаэ́ль — «Кто как Бог»; греч. Αρχάγγελος Μιχαήλ) — главный архангел, являющийся одним из самых почитаемых библейских персонажей.
Имя Михаила упомянуто несколько раз в конце Книги пророка Даниила:
- «Но князь царства Персидского стоял против меня двадцать один день; но вот, Михаил, один из первых князей, пришел помочь мне, и я остался там при царях Персидских» (Дан. 10:13).
- «Впрочем я возвещу тебе, что начертано в истинном писании; и нет никого, кто поддерживал бы меня в том, кроме Михаила, князя вашего» (Дан. 10:21).
- А также в пророчестве о Страшном Суде и роли в нём архангела Михаила:

И восстанет в то время Михаил, князь великий, стоящий за сынов народа твоего; и наступит время тяжкое, какого не бывало с тех пор, как существуют люди, до сего времени; но спасутся в это время из народа твоего все, которые найдены будут записанными в книге.
— Дан. 12:1
Христианская традиция также отождествляет с действиями архангела Михаила следующие упоминания ангелов, не названных по имени:
- явление Валааму: «и стал Ангел Господень на дороге, чтобы воспрепятствовать ему» (Чис. 22:22);
- явление Иисусу Навину: «и вот стоит пред ним человек, и в руке его обнаженный меч» и далее он называется Вождь воинства Господня (Нав. 5:13—15);
- уничтожение 185 тысяч воинов ассирийского царя Сеннахирима (4Цар. 19:35);
- спасение трех отроков в пещи огненной: «благословен Бог Седраха, Мисаха и Авденаго, Который послал Ангела Своего и избавил рабов Своих» (Дан. 3:95).

В книге «Руководство к написанию икон святых угодников» говорится о том, что святой Архангел Михаил «изображается попирающим (топчущим ногами) Люцифера и, как победитель, держащим в левой руке на груди зелёную финиковую ветвь, а в правой руке копье, на верху коего белая хоругвь, с изображением красного креста, в ознаменование победы Креста над диаволом».

Он первый восстал против люцифера (сатаны), когда сей восстал против Вседержителя. Известно, чем закончилась эта война, низвержением денницы (сатаны) с неба. С тех пор Архангел Михаил не перестает ратоборствовать за славу Творца и Господа всяческих, за дело спасения рода человеческого, за церковь и чад её.
Посему для тех, кои украшаются именем первого из Архангелов, всего приличнее отличаться ревностью к славе Божией, верностью Царю Небесному и царям земным, всегдашнею войной против порока и нечестия, постоянным смирением и самоотвержением.
— Иннокентий, архиепископ Херсонский
Празднование в православной церкви 21 ноября (8 ноября по старому стилю) и 19 сентября (6 сентября по старому стилю) в воспоминание чуда архангела Михаила в Хонех (Колоссах); в католической — 8 мая и 29 сентября.

### Гавриил
Архангел Гавриил (др.-евр. גבריאל‬ — сила Божия) Упоминается в следующих библейских книгах: Дан. 8:16, 9:21 и Лк. 1:19, 1:26.
В Библии называется ангелом, но в предании христианской церкви выступает как архангел — один из высших ангелов. В Ветхом и Новом Заветах является, как носитель радостных благовестий. Священнику Захарии он возвещает в храме, при возношении курения, о рождении Иоанна Крестителя, Деве Марии в Назарете — о рождении Иисуса Христа. Считается ангелом-хранителем избранного народа. Каббалисты считают его учителем патриарха Иосифа. По учению мусульман — от него пророк Мухаммед получил свои откровения. На иконах изображается со свечой и зеркалом из ясписа в знамение того, что пути Божии до времени не бывают ясны, но постигаются через время путём изучения слова Божия и послушания голосу совести.
Память архангела Гавриила совершается в Православной церкви 26 марта и 13 июля (по юлианскому календарю).
Архангел Гавриил, как поясняется в «Руководстве к написанию икон», «изображается держащим в правой руке фонарь с зажженною внутри свечою, а в левой каменное зерцало». Это зерцало из зелёного ясписа (яшмы) с чёрными и белыми пятнами на нём, освещаемое светом истины, отражает хорошие и дурные дела народов, возвещает людям тайны Божия домостроительства, спасения человечества.

### Рафаил
Архангел Рафаил (др.-евр. רפאל‬, Рэфа́эль — «исцелил Господь»). Упоминается в книге Товита (Тов. 3:16, 12:15). Рафаил по-арамейски означает «Исцеление Божие» или «Врачевание Божие». Согласно еврейскому мидрашу, Рафаил вылечил боль, которую испытывал Авраам после того, как сделал себе обрезание. В исламе архангел Рафаил — тот, кто возвестит Судный день.
В «Руководстве к написанию икон» сообщается, что: «архангел Рафаил, врач недугов человеческих: изображается держащим в левой руке сосуд (алавастр) с врачебными средствами (лекарством), а в правой стручец, то есть остриженное птичье перо для помазывания ран».

### Уриил
Архангел Уриил (др.-евр. אוּרִיאֵל‬ — «свет Божий, или Бог свет есть»). Упоминается в Третьей книге Ездры (3Езд. 4:1, 5:20).
Согласно преданию, архангел Уриил был поставлен Богом охранять Рай после грехопадения и изгнания Адама. По мнению православных богословов, Уриил, будучи сиянием огня божественного, является просветителем потемненных, неверующих и невеж, а само имя архангела, соответствуя его особому служению, означает «Огонь Божий» или «Свет Божий».
По иконописному канону Уриил «изображается держащим в правой руке против груди обнаженный меч, а в левой огненный пламень».
Иннокентий Херсонский в своём сочинении об архангелах пишет об Урииле следующее: «Как Ангел света, он просвещает умы людей откровением истин, для них полезных; как Ангел огня Божественного, он воспламеняет сердца любовью к Богу и истребляет в них нечистые привязанности земные».

### Селафиил
Архангел Селафиил (Салафиил; др.-евр. שאלתיאל‬ — «молитва к Богу»). Упоминается в Третьей книге Ездры (3Езд. 5:16).

«И вот Господь даровал нам целый лик ангелов молитвенных, с их вождем Салафиилом, чтобы они чистым дыханием уст своих согревали наши хладные сердца к молитве, чтобы вразумляли нас, когда и как молиться, чтобы возносили самые приношения наши к престолу благодати. Когда увидите, братие, на иконе Архангела, стоящего в молитвенном положении, с очами, потупленными долу, с руками, приложенными с благоговением к персям (к груди), то знайте, что это Салафиил».

В «Руководстве к писанию икон» о нём говорится: «Святый Архангел Салафиил, молитвенник, всегда молящийся Богу о людях и возбуждающий людей к молитве. Он изображается с лицом и очами, склоненными (опущенными) вниз, и руками, прижатыми (сложенными) крестом на груди, как умиленно молящийся».

### Иегудиил
Архангел Иегудиил (хвала Божия). Это имя известно из «откровения» Амадея Португальского, в канонических текстах его имя не упоминается.
Имя архангела Иегудиила в переводе на русский язык означает «Славитель Божий» или «Хвала Божия». Руководствуясь этими переводами подобные эпитеты иконописцы помещали на его изображения. Так, в надписи на фреске Благовещенского собора говорится: «имать служение утверждати человеки труждающиеся в чесом либо, славы ради Божия, исходатайствовати им воздаяние».
Как поясняется в «Руководстве к писанию икон», Иегудиил «изображается держащим в правой руке золотой венец, как награду от Бога за полезные и благочестивые труды святым людям, а в левой руке бич из трех черных веревок с тремя концами, как наказание грешным за леность к благочестивым трудам».
Иннокентий Херсонский пишет о нём: «Всякий из нас, от мала до велика, обязан жить и трудится для славы Божией. Чем больше подвиг, тем выше и светлее награда. В деснице Архангела не просто венец: это награда для всякого христианина, трудящегося во славу Божию».

### Варахиил
Архангел Варахиил (благословение Божие) — в Библии не упоминается, известен из апокрифической Третьей книги Еноха (3 Енох 14; 17).
В книге «Руководство к писанию икон» о нём сообщается: «Святый Архангел Варахиил, раздаятель благословений Божиих и ходатай, испрашивающий нам Божия благодеяния: изображается несущим на груди своей на одежде белые розы, как бы награждающим по повелению Божию за молитвы, труды и нравственное поведение людей и предвозвещающим блаженство и нескончаемый мир в Царствии Небесном». Белые розы выступают символом благословения Божьего.

Поелику благословения Божии различны, то и служение сего Ангела многообразно: чрез него посылается благословение Божие на всякое дело, на всякое доброе житейское занятие.— Святитель Иннокентий Херсонский

### Иеремиил
Архангел Иеремиил (высота Божия). Упоминается в Третьей книге Ездры (3Езд. 4:36).
Библейская энциклопедия архимандрита Никифора сообщает о нём следующее:

В 3-й книге Ездры (4:36) упоминается ещё Архангел Иеремиил (высота Божия). Он присутствовал при первой беседе Архангела Уриила со священником Ездрой и отвечал последнему на вопрос о знамениях, предшествующих концу грешного мира, и о начале вечного царства праведников.

Исходя из значения имени (Иеремиил — «Высота Божия») богословы считают, что он посылается от Бога к человеку, чтобы содействовать возвышению и возвращению человека к Богу. Изображается он, держащим в правой руке весы.